# Милица Продановић
Милица Продановић (рођ. Константиновић; Медвеђа, код Деспотовца, 14. октобар 1897 — Београд, 31. јул 1992) била је библиотекарка и друштевно-политичка радница Народне Републике Србије.

## Биографија
Рођена је 14. октобра 1897. године у селу Медвеђи, код Деспотовца. Потиче из трговачке породице — отац Милош и мајка Персида. Три разреда основне школе завршила је у родном месту, а након смрти оца 1907. године, са мајком је прешла у Београд, где је наставила школовање. Матурирала је 1918. године, а следеће године се уписала на Технички факултет. Потом је 1920. године прешла на Правни факултет.
Пошто није имала средстава за школовање, након матуре је почела да ради и издржава се. Најпре је подучавала ђаке, а октобра 1919. године се запослила у Градском суду, где је до маја 1920. године радила као практикант. Септембра 1920. године је прешла да ради у Министарство просвете. Исте године се удала за новинара Бору Продановића. Године 1924, заједно са супругом је прешла у Загреб, где је он радио као дописник „Политике”. На препоруку Виктора Новака, децембра 1924. године се запослила у Свеучилишној књижници.
У Свеучилишној књижници у Загребу је упознала прву жену библиотекара у Југославији др Елзу Кучер, од које је стекла прва сазнања о библиотекарству. Фрањо Фанцев, директор Свеучилишне књижнице, Милици је поверио да ради проверу и ревизију библиотеке Николе Зрињског. Током рада у овој библиотеци стекла је велико знање и заволола библиотекарску струку. Након увођења Шестојануарске диктатуре, 1929. године њен супруг Бора је као члан КП Југославије био ухапшен и следеће године протеран из Загреба. Породица се тада вратила у Београд, а Милица је јануара 1931. године почела да ради у Универзитетској библиотеци у Београду.
Стручни библиотекарски испит положила је у Загребу 1929. године, а допуну стручног испита за библиотекаре положила је у Београду 1939. године, пошто је дипломирала на Правном факултету у Београду 3. марта 1939. године.
Након окупације Југославије, 1941. године њен супруг је отишао у партизане. Због „мужа одбеглог у шуму” била је прогањана од окупационих власти и квинслишког режима Милана Недића. У лето 1942. године је била ухапшена и као талац упућена у логор на Бањици, где је боравила од 29. јула до 9. октобра 1942. године. Године 1943, је била привремено пензионисана, а до краја окупације била је још неколико пута хапшена и саслушавана.
Свега неколико дана након ослобођења Београда, 28. октобра 1944. године била је враћена у службу и од тада до пензионисања 1961. године била је на челу Универзитетске библиотеке „Светозар Марковић”. Од оснивања 1931. године је била члан Друштва југословенских библиотекара. Године 1947, је била један од оснивача Друштва библиотекара Србије и до 1956. године је била његов председник, а потом његов доживотни почасни председник. Учествовала је и у организовању Савеза библиотекара Југославије, 1949. године и до 1953. године била његов први председник, а од 1953. до 1962. потпредседник.
Покретач је стручног часописа „Библиотекар”, 1948. године и до 1960. године је била његов уредник. Била је и председник Комисије за доделу виших библиотекарских звања и члан Комисије за полагање стручних државних испита.
Након ослобођења Београда, била је потпредседник Народног фронта Београда и председник Антифашистичког фронта жена (АФЖ) Београда до 1952. године. Била је члан Управе Савеза женских друштава Југославије.
Умрла је 31. јула 1992. године у Београду.
Била је удата за новинара и адвоката Бору Продановића (1892—1943), који је погинуо у бици на Сутјесци. У браку са Бором имала је троје деце — Зорана, који је преминуо као дете 1927. године и ћерке Даницу и Борјану. Ћерка Борјана Продановић била је професорка позоришне режије.
Након Миличине смрти, 1995. године, њена породица је Народној библиотеци Србије предала породичну библиотеку Продановића, која је садржала 3.776 публикација. Ова обимна породична библиотека садржи књиге Милице и Боре Продановић, његовог оца Јаше Продановића, као и њихове ћерке Борјане. Пошто највише публикација припада Милици и Борјани, овај библиотекарски легат носи назив „Легат Милице и Борјане Продановић”.

## Галерија
- Милица Продановић (седи у средини) у Универзитетској библиотеци, 11. фебруар 1961.
- Милица Продановић (седи у средини) са колегиницама у Универзитетској библиотеци у Београду 11. фебруара 1961.
- М. Продановић (четврта здесна) у дворишту Универзитетске библиотеке на Дан библиотеке, 20. мај 1976.
- М. Продановић (друга здесна), Дан библиотеке, 24. мај 1976.
- Изложба Универзитета Адам Мицкијевић, Универзитетска библиотека, 1977.
- Слева надесно: Бранислава Грбић, Светлана Пуцаревић, Милица Продановић и Станија Глигоријевић.
- Деведесети рођендан Милице Продановић у Универзитетској библиотеци. Слева надесно: седе Радмила Николић, Милица и Станија Глигоријевић, стоје Вера Петровић, Милана Ђурђулов, Милица Павловић и Славица Гароња.
- Љиљана Ковачевић из Народне библиотеке Србије честита 90. рођендан Милици Продановић, 14. октобар 1987.
- Деведесети рођендан Милице Продановић у Универзитетској библиотеци: Станија Глигоријевић (стоји), Милица и Мирослав Пантић.
- Деведесети рођендан: Станија Глигоријевић (стоји) и М. Продановић.